# Центральний банк Еквадору
Центральний банк Еквадору (ісп. Banco Central del Equador) — центральний банк Республіки Еквадор.

## Історія
У 1860—1926 роках банкноти друкували приватні банки: Англо-Еквадорський банк, Комерційний і сільськогосподарський банк, Банк Еквадору, Міжнародний банк, Банк Кіто і ін.
26 червня 1926 року заснована Центральна емісійна каса, яка отримала право контролю за емісією банків. 12 березня 1927 року засновано Центральний банк Еквадору — акціонерний банк, капітал якого належить уряду і комерційним банкам. Банк почав операції 10 серпня 1927 року, випуск банкнот — в 1928 році.
У 2000 році банк припинив випуск банкнот національної валюти сукре, з 11 вересня 2000 року законним платіжним засобом є долар США.